# بلجيكا في الألعاب الأولمبية
بلجيكا في الألعاب الأولمبية تعتبر الألعاب الأولمبية من أهم الأحداث الرياضية في بلجيكا ،تقوم اللجنة الأولمبية البلجيكية بالإشراف في شؤون مشاركات بلجيكا في الألعاب الأولمبية أول مشاركة لبلجيكا كانت في دورة 1900 في باريس، كما أن بلجيكا هي من الدول التي إستضافت الألعاب الأولمبية وكان ذلك في دورة 1920 والتي أقيمت في مدينة أنتويرب، فازت بلجيكا بمشاركاتها في الألعاب الأولمبية الصيفية بمجموع 142 ميدالية منها 37 ذهبية و52 فضية و53 برونزية، أكثر الرياضات التي تنافس فيها بلجيكا هي الرماية و سباق الدراجات الهوائية و الفروسية و ألعاب القوى و المبارزة وبدرجة أقل في الإبحار و الجودو و رفع الأثقال و الملاكمة و السباحة و كرة القدم و كرة المضرب و التجديف و كرة الماء و المصارعة و هوكي الحقل.
في الألعاب الأولمبية الشتوية شاركت بلجيكا أول مرة في الألعاب الأولمبية الشتوية 1924 في شاموني في فرنسا، وفازت حتى الآن ب5 ميداليات منها ميدالية ذهبية وفضية واحدة إضافةً إلى 3 ميداليات برونزيات.